# Ciudadela de Tal Afar

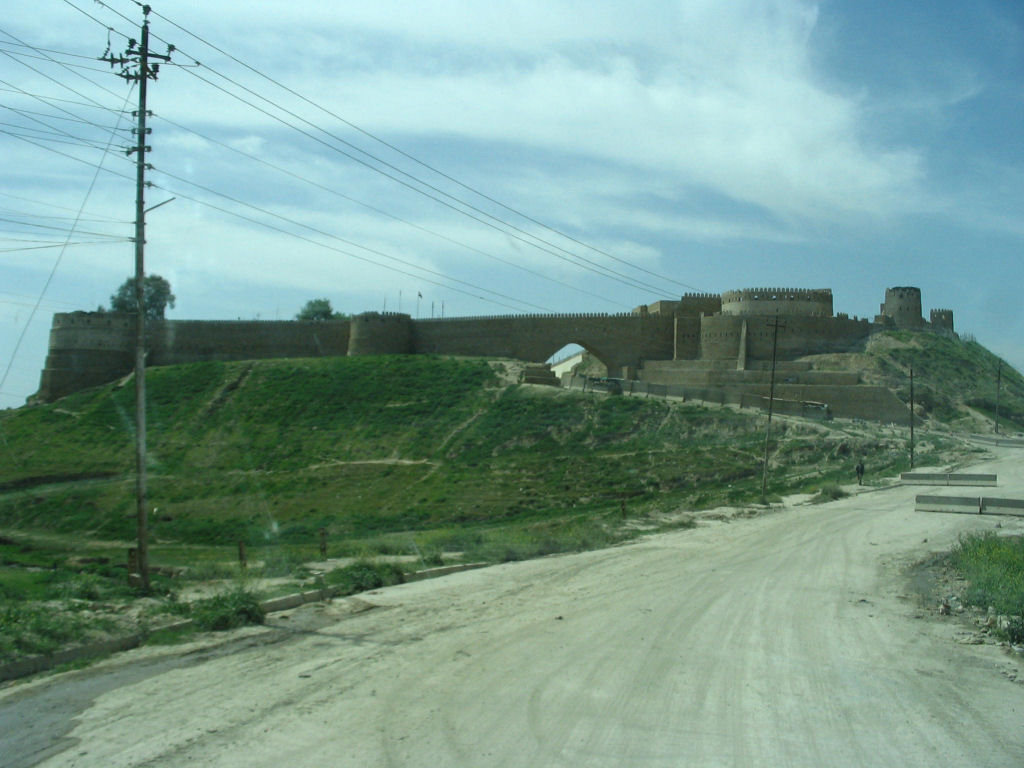
La ciudadela de Tal Afar en 2006

La ciudadela de Tal Afar (kurdo: Qelay Telafer) es una ciudadela de la ciudad de Tal Afar, situada en la gobernación de Nínive, en el distrito iraquí de Mosul. La ciudadela fue construida por el imperio otomano aunque tiene restos que datan del periodo asirio.
Después de la invasión de Irak en 2003, la ciudadela albergó la alcaldía, el cuartel municipal y la policía de Tal Afar. Fue utilizada como base por las fuerzas americanas en la batalla de Tal Afar en 2005. Cuando esta cayó en manos del Estado Islámico en junio de 2014, sus militantes utilizaron la ciudadela como prisión para entre 400 y 500 mujeres y niñas mientras esperaban su matrimonio forzado con miembros del grupo terrorista.
En diciembre de 2014, el Estado Islámico destruyó con explosiones las paredes septentrionales y occidentales de la ciudadela, causando importantes daños. También excavaron en algunas de las ruinas dentro de la ciudadela, probablemente para buscar antigüedades que pudieran vender. La directora general de la UNESCO, Irina Bokova, condenó enérgicamente la destrucción de la ciudadela.
El 26 de agosto de 2017 el ejército de Irak logró recapturar la ciudadela tras una ofensiva iniciada hacia toda la ciudad el 20 del mismo mes.